# Cadu Simões
Carlos Eduardo Silva Simões, mais conhecido como Cadu Simões é um quadrinista brasileiro, criador do personagem Homem-Grilo e um dos fundadores do coletivo de quadrinistas independentes Quarto Mundo e do site quadrinhos online Petisco. Ganhou o Troféu HQ Mix de 2008 na categoria Roteirista revelação por seu trabalho em Homem-Grilo, Nova Hélade e Garagem Hermética.

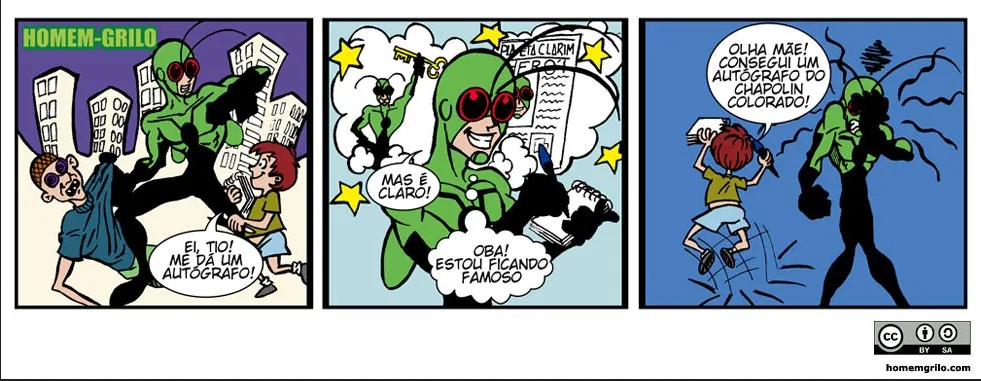
Homem-Grilo

Cadu criou o personagem Homem-Grilo em  2000, com design de Ricardo Marcelino (morto em março de 2015), o personagem foi criados como uma paródia de super-heróis dos comics, posteriormente criou o Cricket Rider inspirado nos super-heróis japoneses dos tokusatsus, ambos foram publicados em fanzines e webcomics. Em 2008, liberou o personagem para uso através e uma licença Creative Commons.
Em 2012, fez as letras da quadrinização de O Guarani de Carlos Gomes da coleção Opera em Quadrinhos da Editora Scipione, escrita por Rosana Rios, com desenhos de Juliano Oliveira, arte-final de Sam Hart e cores de Tarsis Cruz, no mesmo ano, publicou uma história de Nova Hélade na Coletânea Petisco, publicada através de financiamento coletivo na plataforma Catarse.
Em 2014, publicou um crossover do Homem-Grilo com Sideralman de Will, com desenhos de Will e roteiros de Simões, além das participações de Alexandre Coelho, Samuel Bono, Mario Cau, Juliano Oliveira e Omar Viñole.
Em 2015, recorreu ao site de financiamento coletivo Vakinha para pagar um tratamento de saúde.
Em 2016, lançou no Projeto Catarse, o financiamento de Cosmogonias, um álbum contendo histórias curtas de sua autoria publicada em diversas publicações durante seus 16 anos de carreira. Em 2017, ao lado de Will, lança no próprio Catarse, o projeto de financiamento recorrente da webcomic Homem-Grilo & Sideralman e com Juliano Oliveira, o projeto de Acelera SP, uma história ambientada em uma São Paulo em um futuro cyberpunk, onde todos os serviços públicos foram privatizados, o lançamento ocorreu em janeiro de 2018. Em outubro de 2020, o Homem-Grilo foi publicado em Portugal pelo selo FA de Flávio C. Almeida. Em fevereiro de 2024, lançou um campanha no Catarse de uma coletânea das novas histórias escritas por Cadu Simões com desenhos de Fred Hildebrand a partir de 2021, o livro será publicado pela Zapata Edições de Daniel Esteves.